# Music Row
Music Row é um distrito histórico localizado a sudoeste do centro de Nashville, Estados Unidos, que abriga inúmeras empresas relacionadas à música, predominantemente a música country, gospel e as indústrias da música cristã contemporânea.
Centrado na 16th e 17th Avenues South (chamado Music Square East e Music Square West, respectivamente, dentro da área da Music Row), junto com várias ruas secundárias, o Music Row é amplamente considerado o coração da indústria de entretenimento de Nashville.
Nesta área, encontram-se escritórios de várias gravadoras, editoras, empresas de licenciamento de música, estúdios de gravação, produtoras de vídeo, além de outras empresas que atendem à indústria da música, bem como a redes de rádio e estações de rádio.
Dentro da mídia, a MusicRow Magazine tem sido um recurso da indústria musical relatando o local há mais de 30 anos. Lacy J. Dalton teve uma música de sucesso nos anos 80 sobre uma das ruas, "16th Avenue", enquanto a área serviu como homônimo à composição de Dolly Parton "Down on Music Row", de 1973.
Às vezes, o termo "Music Row" é usado como uma metonímia para a indústria da música como um todo, assim como "Madison Avenue" frequentemente se refere à indústria da publicidade. Nos anos atuais, o distrito foi marcado por extensa preservação histórica e local além de movimentos nacionais para reviver sua rica e vibrante história. Um grupo dedicado a esta missão é a Music Industry Coalition.

## Pontos de interesse

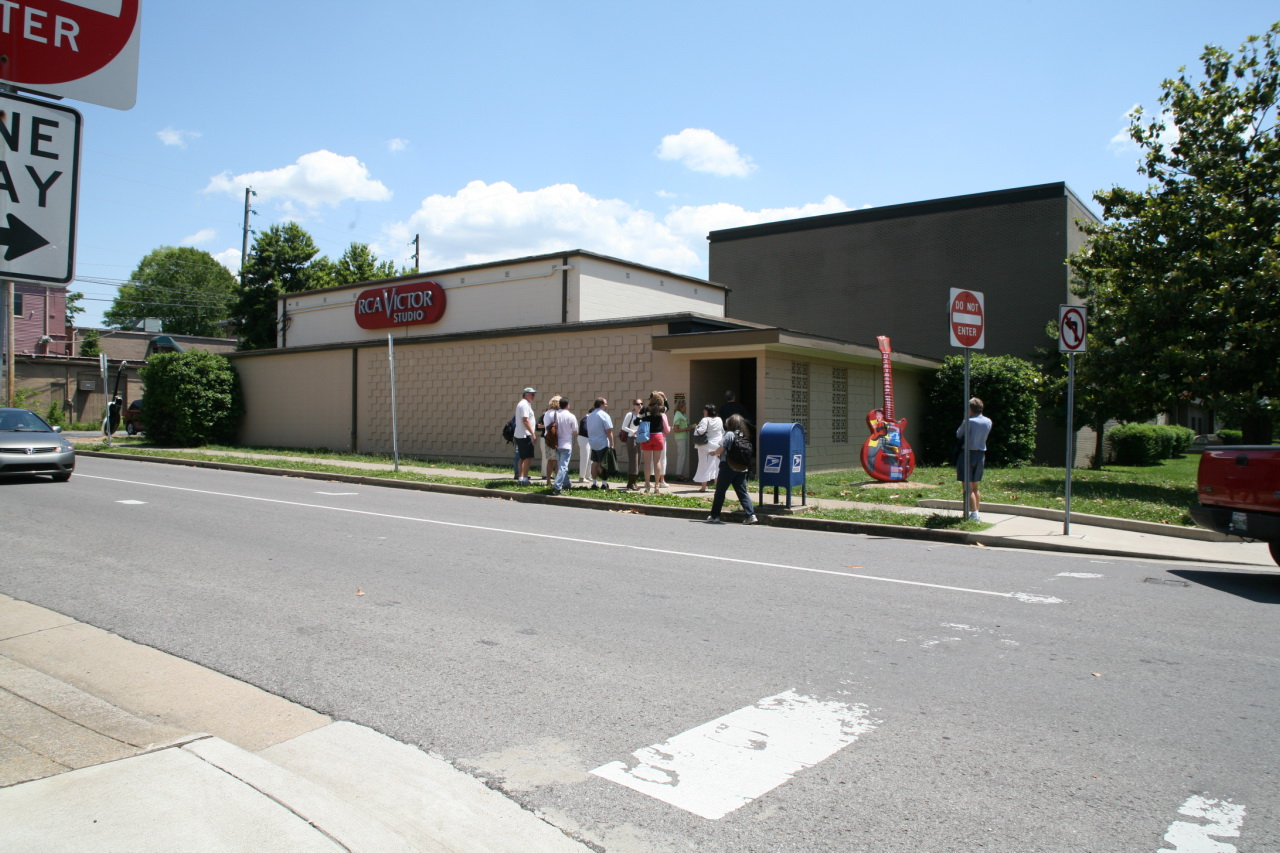
RCA Studio B

Locais históricos como o famoso Studio B e Studio A da RCA, onde centenas de músicos notáveis e famosos gravaram, estão situados no Music Row. Os artistas de música country Roy Acuff e Chet Atkins também foram comemorados com ruas nomeadas em sua homenagem dentro da área.
O Hall da Fama da Música Country já foi localizado na esquina da Music Square East com a Division Street, mas o prédio foi demolido e o museu mudou-se para um novo prédio de última geração a onze quarteirões de distância, no centro de Nashville, em junho de 1999.
Uma área da Music Row, ao longo da Demonbreun Street, já foi repleta de atrações turísticas e "museus" de várias estrelas da música country. Estes começaram a desaparecer no final de 1990 com a mudança anunciado do Hall da Fama do Country. A faixa ficou praticamente vazia por alguns anos, mas foi recentemente remodelada com uma série de restaurantes e bares de luxo que servem as áreas de Downtown e Music Row.
Na confluência da Demonbreun Street, a Division Street, a 16th Avenue South e a Music Square East está localizado a "Music Row Roundabout", um cruzamento circular projetado para acomodar um fluxo contínuo de tráfego. Flanqueando o cruzamento para o oeste está a Owen Bradley Park, um parque muito pequeno dedicado ao notável compositor, intérprete e editor Owen Bradley. Dentro do parque há uma estátua de bronze em tamanho real de Bradley atrás de um piano. Dentro da rotunda fica uma grande estátua chamada "Musica".
No outro extremo da Music Row, na Wedgewood Avenue fica o campus da Universidade Belmont, e a Universidade Vanderbilt também fica ao lado da área. Belmont é de particular importância devido à sua Faculdade Mike Curb de Entretenimento e Música (FMCEM), parte da Universidade Belmont e um importante programa em sua divisão de performance de música comercial.